# Mons-en-Laonnois
Mons-en-Laonnois is een gemeente in het Franse departement Aisne (regio Hauts-de-France). De plaats maakt deel uit van het arrondissement Laon. Mons-en-Laonnois telde op 1 januari 2022 1.148 inwoners.

## Geografie
De oppervlakte van Mons-en-Laonnois bedroeg op 1 januari 2022 4,1 vierkante kilometer; de bevolkingsdichtheid was toen 280 inwoners per km².
De onderstaande kaart toont de ligging van Mons-en-Laonnois met de belangrijkste infrastructuur en aangrenzende gemeenten.

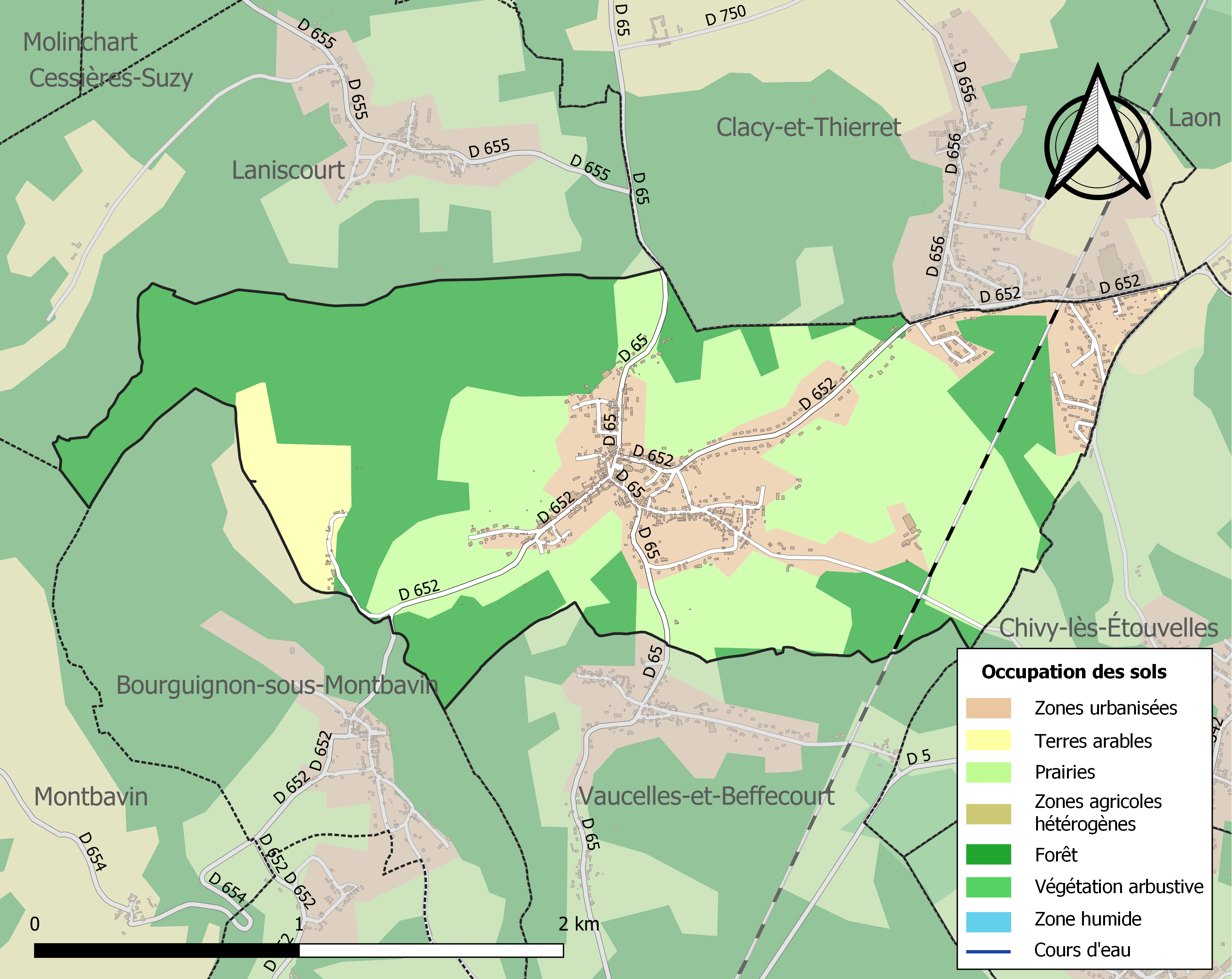

## Demografie
Onderstaande figuur toont het verloop van het inwonertal (bron: INSEE-tellingen).
Vanwege een beveiligingsprobleem met de MediaWiki Graph-software is het momenteel niet mogelijk deze grafiek weer te geven. Zodra de software is bijgewerkt zal de grafiek vanzelf weer zichtbaar worden.